# دنیس رادمن
دنیس کیث رادمن (به انگلیسی: Dennis Rodman) متولد ۱۳ مه ۱۹۶۱ میلادی در ترنتون در نیوجرسی بازیکن سرشناس و بازنشسته آمریکایی حرفه‌ای ان‌بی‌ای است. او به همراه تیم دترویت پیستونز دو مرتبه قهرمان ان بی ای شد و سپس به سن آنتونیو اسپرز پیوست. او در سن آنتونیو دو سال با دیوید رابینسون توپ زد و سپس به شیکاگو بولز پیوست و سه مرتبه با آنان قهرمان ان بی ای شد. او همچنین مدتی را در کشتی کچ سپری کرد و به همراه ژان کلود ون دم در فیلم تیم دو نفره ۱۹۹۷ و فیلم سایمون سز ۱۹۹۹ نیز بازی کرد.

## زندگی شخصی

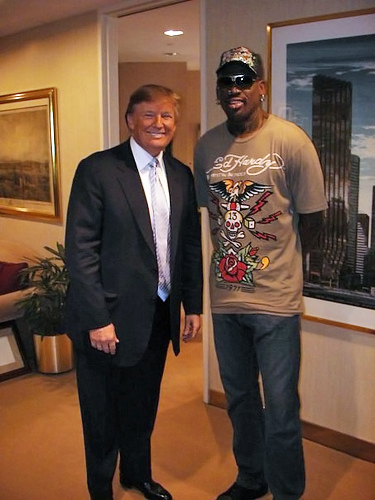
دنیس رادمن و دونالد ترامپ

وی سابقاً دوست‌پسر مدونا، خواننده پاپ آمریکایی و همسر کارمن الکترا، بازیگر، مدل و خواننده آمریکایی بود.
دنیس رادمن مبدل‌پوش است.
وی دوست نزدیک کیم جونگ اون رهبر کره شمالی است.

## پیوند به خارج
- وبگاه رسمی